# Mitsubishi Minica
Mitsubishi Minica (яп. 三菱・ミニカ) — компактний автомобіль (кей-кар), випускається компанією Mitsubishi Motors для японського внутрішнього ринку, з жовтня 1962 по травень 2011 року. Це був перший автомобіль, побудований на Shin Mitsubishi Heavy-Industries, однієї з трьох регіональних компаній Mitsubishi Heavy Industries, поки вони не були об'єднані в 1964 році. Так само Мініка є найстарішим пасажирським автомобілем Mitsubishi, що знаходився у виробництві до наших днів, і єдиним, старшим за саму компанію. У Японії автомобіль продавався через сітку під назвою Galant Shop. В 2011 році на заміну автомобіля прибув Mitsubishi eK.